# Uli Jon Roth
Uli Jon Roth (eigentlich Ulrich Roth) (* 18. Dezember 1954 in Düsseldorf) ist ein deutscher Musiker.
Roth gilt als international besonders einflussreicher deutscher Rock- bzw. Fusion-Gitarrist. Unter anderem wird er von etablierten Heavy-Metal-Gitarristen, wie z. B. Yngwie Malmsteen oder Kirk Hammett, als Vorbild genannt und zitiert. Billy Corgan rechnete ihn in einem Interview 2008 zu den fünf besten Gitarristen der Welt.

## Werdegang
Von der Band Dawn Road kommend, stieß Roth 1973 als Lead-Gitarrist und Songwriter zur deutschen Hardrock-Gruppe Scorpions, als Ersatz für den zur britischen Formation UFO abgewanderten Michael Schenker. Auf den Alben In Trance, Virgin Killer und Taken by Force schrieb Roth ungefähr die Hälfte der Lieder, die er auch zum größten Teil selber textete und sang. Nach der Live-Doppel-LP Tokyo Tapes verließ er die Band und gründete anschließend die Gruppe Electric Sun, die von 1978 bis 1985 existierte und mit der er drei Alben produzierte (Earthquake, 1978, Fire Wind, 1980, und Beyond the Astral Skies, 1984). Seitdem ist er als Solokünstler tätig, verfasst aber auch philosophische Traktate und malt Ölgemälde. Wichtig für seine künstlerische Entwicklung, so Roth selbst, war seine langjährige Beziehung zu der früheren Jimi-Hendrix-Verlobten Monika Dannemann. Roth spielt die Mehrzahl der Instrumente auf seinen Alben selbst ein. Auf neueren Platten setzte er das von ihm gegründete „Sky Orchestra“ ein, das vornehmlich aus englischen Klassik-Musikern besteht. Stilistisch angesiedelt „irgendwo zwischen Hendrix und Beethoven“, verkörpert Roths unverwechselbares Spiel auf der E-Gitarre die Verbindung von Rock und klassischer Musik so sehr wie das kaum eines anderen Musikers.
In den frühen 1980er Jahren entwickelte Roth die sogenannte Sky Guitar, die einen erheblich größeren Tonumfang als eine herkömmliche E-Gitarre hat. Sie war die erste E-Gitarre, die es ermöglichte, auf natürliche, analoge Weise, z. B. auch Violinestücke im Originalregister (ohne Transposition in tiefere Oktaven) zu spielen. Das ermöglichte es Roth als erstem Gitarristen, die kompletten Vier Jahreszeiten von Vivaldi mit einem Orchester aufzuführen (Metamorphosis of Vivaldi’s Four Seasons). Die Möglichkeiten des Instrumentes werden auf den Roth-Stücken wie Sky Overture, Transcendental Sky Guitar und auf Legends of Rock Live at Castle Donington voll ausgeschöpft. In den 1990er Jahren schrieb Roth mehrere Symphonien, von denen die erste (Europa Ex Favilla) mit dem Brüsseler Symphonieorchester 1993 in Lüttich uraufgeführt wurde (Übertragung: WDR Rocklife).
Seit dem Herbst 2005 spielte Roth auch eine Reihe von Reunion-Konzerten mit den Scorpions in verschiedenen Ländern. Im Sommer 2006 spielte er mit den Scorpions in Wacken. Im Jahre 2006 leitete Roth seine erste „Sky Academy“ in Los Angeles. Es handelt sich dabei um eine Art Musikseminar, welches dazu dient, Roths eigene Vorgehensweise und musikalische Philosophie zu vermitteln. Weitere Akademien fanden 2007/08 in Los Angeles statt, außerdem in Arizona und Neuseeland. Uli Jon Roth war der erste international anerkannte Gitarrist, der das Gitarren-Stimmsystem „Powertune“ auf seiner Gitarre installierte und es auf der NAMM Show in Los Angeles 2007 für die deutsche Firma Tronical präsentierte.

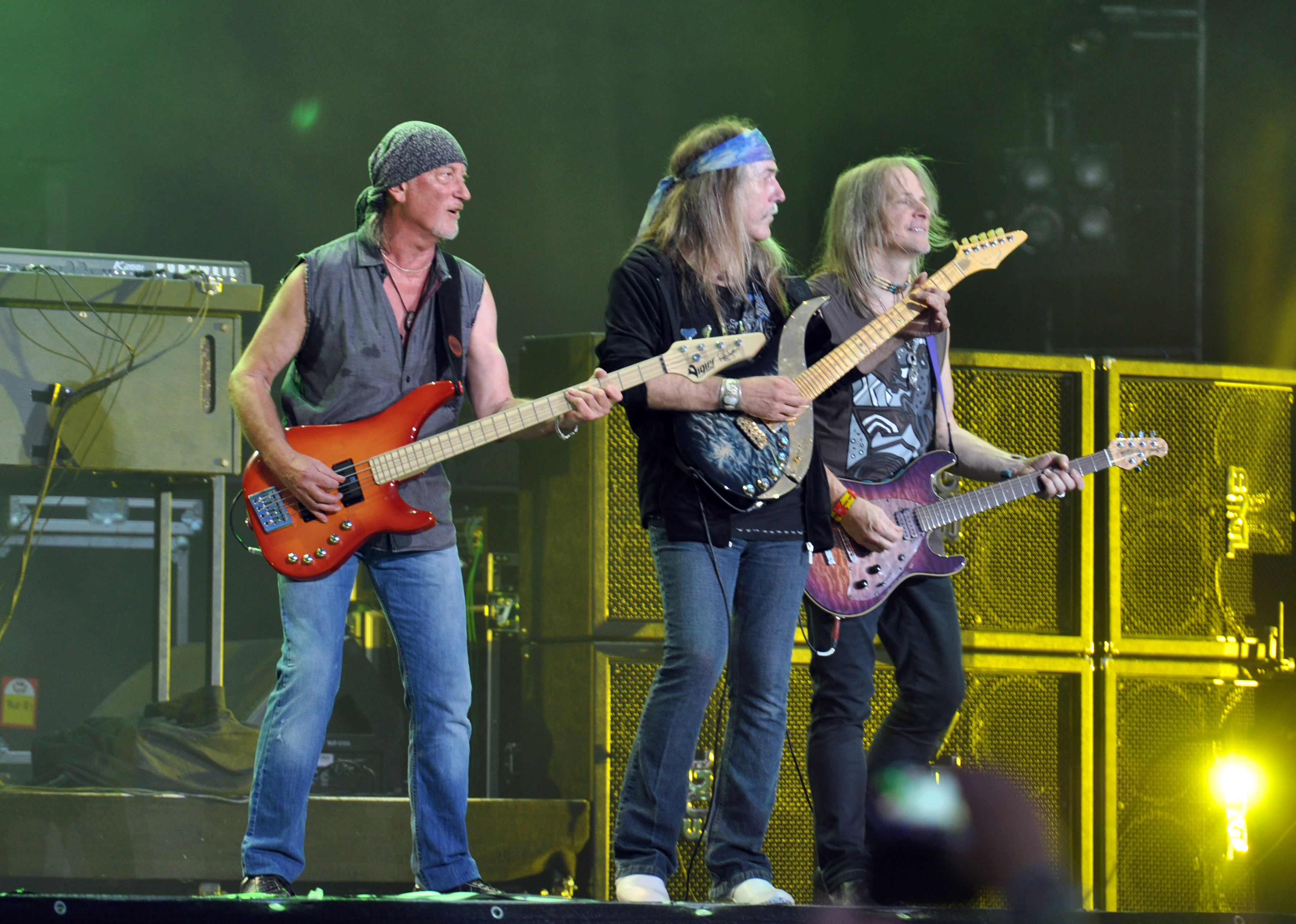
Roger Glover, Uli Jon Roth und Steve Morse beim Wacken Open Air 2013

Roth gilt vielen als vollendeter Improvisator auf der Bühne, weshalb ihn viele internationale Bands einluden als Gast mitzuwirken. Unter anderem improvisierte er mehrmals mit Deep Purple (England/Deutschland 2004–2006, Wacken 2013), Jack Bruce (Cream) und UFO mit Michael Schenker (23. Juni 2001). Im Juni 2007 hatte Uli Jon Roth mehrere Gastauftritte bei Konzerten der Smashing Pumpkins (Rock-am-Ring, Rock-im-Park, Berlin, Columbiahalle, und Hamburg, Color Line Arena). Zusammen mit ihnen spielte er die Lieder Glass and the Ghost Children und Gossamer, und improvisierte dabei mit den beiden Bandgitarristen teils mehr als 30 Minuten lang. Eine Folge der ZDF/Arte-Produktion Durch die Nacht mit … (1. Mai 2008) war dem Pumpkins-Frontmann Billy Corgan und Uli Jon Roth gewidmet, die zusammen für eine Nacht die Kunst- und Musikszene der Stadt Hamburg erkundeten. Seit 2007 spielt er gelegentlich als Gast zusammen mit der deutschen Folk-Rock-Band Shawue. 2008 trat Roth als Gastmusiker von Avantasia in Wacken auf. Seit August 2010, als Roth als Gastmusiker beim Rock Requiem in Kassel auftrat, steht er dem Werk, entsprechend einer von ihm gemachten Zusage, als Gaststar zur Verfügung. Beim Wacken Open Air trat er mit Doro Pesch 2013 sowohl bei deren 30-jährigem als auch 2023 zum 40-jährigen Bühnenjubiläum auf.
Auch sein 2018 verstorbener Bruder Zeno Roth hatte es als Gitarrist zu einiger Bekanntheit gebracht, u. a. in der Band Zeno.
Er lebt seit vielen Jahren in England und Wales. Seit einigen Jahren bei Oswestry.

## Diskografie
Mit den Scorpions
- 1974: Fly to the Rainbow - Lead-Gitarre, Gesang
- 1975: In Trance - Lead-Gitarre, Gesang
- 1976: Virgin Killer - Lead-Gitarre, Gesang
- 1977: Taken by Force - Lead-Gitarre, Gesang
- 1978: Tokyo Tapes (live) - Lead-Gitarre, Gesang

Mit Electric Sun
- 1979: Earthquake - Gitarre, Gesang
- 1981: Fire Wind - Gitarre, Gesang
- 1985: Beyond the Astral Skies - Gesang, Gitarre, Keyboard, Bass

Solo und Klassik-Werke (Progressive Rock) (veröffentlicht)
- 1991: Aquila Suite - 12 Arpeggio Concert Etudes for Solo Piano
- 1996: Sky of Avalon - Prologue to the Symphonic Legends (mit dem Sky Orchestra)
- 2000: Transcendental Sky Guitar Vol. I & II
- 2002: Legends of Rock Live at Castle Donington (Gäste: Jack Bruce und UFO mit Michael Schenker)
- 2003: Metamorphosis of Vivaldi's Four Seasons (mit dem Sky Orchestra)
- 2008: Under a Dark Sky (Sky of Avalon)
- 2015: Scorpions Revisited
- 2016: Tokyo Tapes Revisited - Live in Japan

## Videos
- The Electric Sun Years Vol. I & II (2000) (Teil der Serie Historical Performances)
- Legends of Rock Live at Castle Donington (2002) (Gäste: Jack Bruce und UFO mit Michael Schenker)
- Live at Wacken Open Air 2006: A Night to Remember – A Journey Through Time (2007) (Gastauftritt mit den Scorpions)

## Trivia
Uli Jon Roth gehörte im Jahr 2011 zusammen mit Marcus Deml, Thomas Barth und Mickey Meinert der Jury des „Robert Johnson Guitar Awards“ an, dessen Schirmherr Otto Waalkes war.